# 123 v. Chr.
Portal Geschichte | Portal Biografien | Aktuelle Ereignisse | Jahreskalender | Tagesartikel

◄ |
3. Jahrhundert v. Chr. |
2. Jahrhundert v. Chr. |
1. Jahrhundert v. Chr. |
►

◄ | 140er v. Chr. | 130er v. Chr. | 120er v. Chr. | 110er v. Chr. |
100er v. Chr. |
►

◄◄ | ◄ | 126 v. Chr. | 125 v. Chr. | 124 v. Chr. | 123 v. Chr. |
122 v. Chr. |
121 v. Chr. |
120 v. Chr. |
► |
►►
Staatsoberhäupter

## Ereignisse

### Römisches Reich

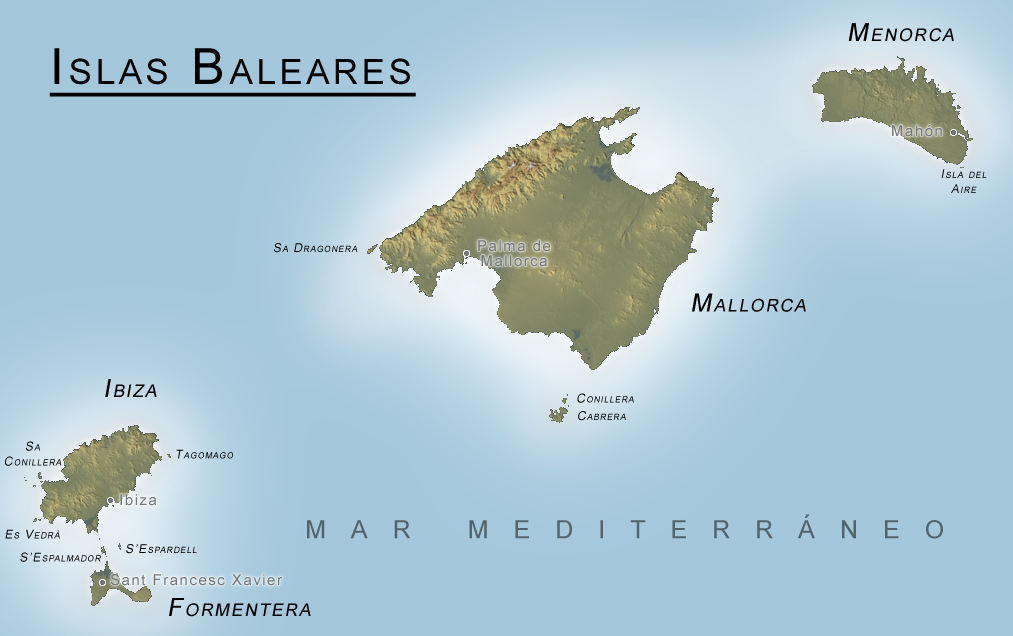
Die Balearen

- Gaius Sempronius Gracchus wird erstmals römischer Volkstribun und beantragt die Leges Semproniae zur Fortführung der Gracchischen Reform seines Bruders Tiberius Sempronius Gracchus aus dem Jahr 133 v. Chr.
- Nach der Eroberung von Gallia Narbonensis kehrt Marcus Fulvius Flaccus im Triumphzug nach Rom zurück.
- Rom erobert die Balearen. Quintus Caecilius Metellus Balearicus gründet die Städte Pol·lèntia (heute Alcúdia) und Palma (von lateinisch palma, Siegespalme).
- Gaius Sempronius Gracchus gründet eine römische Kolonie in Tarent (colonia Neptunia).

- 123/122 v. Chr.: Die Lex iudiciaria, ein Gesetz des Gaius Sempronius Gracchus, das das Gerichtswesen der Römischen Republik zugunsten des Ritterstandes und auf Kosten der Senatoren reformiert, wird erlassen. Ob es sich hierbei jedoch um ein oder mehrere Gesetze handelt und ob dieses Gesetz(eswerk) das gesamte Gerichtswesen umfasst oder sich lediglich auf das Repetundenverfahren bezieht, ist bis heute in der Forschung nicht eindeutig geklärt.

### Seleukidenreich
- Der Seleukidenherrscher Antiochos VIII. besiegt den Usurpator Alexander II. Zabinas in der Feldschlacht entscheidend. Alexander wird auf der Flucht aufgegriffen und wenig später hingerichtet.

## Geboren
- Quintus Sertorius, römischer Politiker († 72 v. Chr.)

## Gestorben
- Alexander II. Zabinas, Gegenkönig des Seleukidenreiches